# Pistorf
Pistorf là một đô thị thuộc huyện Leibnitz trong bang Steiermark, nước Áo. Đô thị Pistorf có diện tích 13,57 km², dân số cuối năm 2005 là 312 người.